# Lőcsei-ház
A Lőcsei-ház (szlovákul: Levočský dom) a Szathmáry-család által építtetett korábbi lakóház, napjainkban étterem és kávézó funkcióját betöltő épület Kassa városában, az Egyetem és a Fő utca találkozásánál, a Fő utca 65. szám alatt. Az épületet ma műemléki védelem alatt tartják nyilván. A házat valószínűleg a 14. század során építették.
A Lőcsei-ház számít a város legrégebbi napjainkban is fennálló polgári épületének, illetve a legjobb állapotban fennmaradt gótikus stílusú házának. Ezen kívül az épület a legtöbb idő óta fennálló, ma is működő vendégfogadó Szlovákia területén. Egyes források szerint ez a ház a legtöbb ideje üzemelő fogadó Európában, de ez a feltevés nem bizonyított. Az épület nemzeti kulturális örökségként nyilvántartott műemléki védelmet élvez, a 802-1091/0 azonosító alatt van bejegyezve.

## Története

### 14–15. század
A kétszintes családi ház első ismert építészeti elemei valószínűleg a 14. század végéről, illetve a 15. század elejéről származnak, azonban minden bizonnyal már azelőtt is lakóház állt a mai épület helyén. Az eredetileg késő gótikus stílusban felépített ház földszinti hátboltozatos és csúcsíves bordás termei, valamint egyes csúcsívvel rendelkező ajtókeretei számítanak az épület eredeti stílusjegyeinek. Az épület igazából a 15. század végének környékén szerzett szélesebb körben ismertséget, amikor Szatmári György (1457–1524) esztergomi érseknek, a város szülöttjének a tulajdonába került. Később Thurzó Elek (1490–1543) országbíró lett a ház birtokosa, aki 1542-ben Lőcse városának adományozta a lakóházat. Innen származik az elnevezése is, ugyanis ebben az időben a lőcsei kereskedők kedvelt szálláshelyéül szolgált.

### 16–18. század
A családi ház csupán huszonhét éven keresztül maradhatott a település tulajdonában, ugyanis 1569-ben Kassa városa 4000 arany ellenében visszavásárolta a házat a lőcsiektől. Ekkor az épület funkciót váltott, hiszen előkelő vendégfogadóvá alakították át – ezt a feladatát részben napjainkban is betölti. Ebben az időben a Lőcsei-ház számított a legfontosabb vendéglátóhelynek a városban, ezt bizonyítja az a tény is, hogy számos hivatalos és előkelő személy megfordult a házban. Egy 1604-es leírás szerint „a háztulajdonosnak a felső szinten minden fajta szobája van, alul két íves istállóval, és a szobákat sokkal tisztábban tartják, mint bármelyik más bérbeadó helyen a városban”. 1617-ben az épületnek egy részét bérbe adták a tipográfusként és nyomdászként dolgozó Jána Festha nevű embernek, hogy ezen a helyen működtesse nyomdáját – ez volt az első ilyen intézmény Kassán. Az elkövetkező évtizedekben különböző intézményeknek és egyesületeknek adott otthont a ház.
Az épület hírneve tovább növekedett egy 1626-os eseménynek köszönhetően, ugyanis ez év március 2-án a Lőcsei-ház falai közt rendezték meg Bethlen Gábor (1580–1629) erdélyi fejedelem, valamint leendő házastársa és későbbi utódja, Brandenburgi Katalin (1604–1649) házasságkötésének alkalmából szervezett ünnepélyes lakomát. Az esküvő után egy nappal szervezett rendezvényre több száz vendéget hívtak meg, akiknek legjelentősebb része az akkori európai uralkodóházak tagjaiból került ki. A körülbelül egy héten át tartó lakoma főbb fogásai többek közt a sült fürj, a fácán, az őz és a hal voltak. Az ünnepség vendégei a kezükkel ettek, és a burgonyát kenyérrel helyettesítették.
Az épület története során számos átalakításon, illetve átépítésen és bővítésen esett át. A 17. században került sor az épület első átépítésére, ekkor reneszánsz stílusúvá alakították át, és egy hozzá tartozó árkádos udvarral bővítették ki. Ezt követően a 18. század folyamán ismét változtatásokat tettek rajta, ugyanis ismét átépítették, és ennek köszönhetően barokk elemek kerültek bele. 1782-ben a Lőcsei-ház valamilyen mértékben veszített népszerűségéből, ugyanis átadták a Fekete Sas Fogadót, ennek következtében az lett Kassa legfontosabb vendéglátóhelye.

### 19–20. század
A 19. század utolsó évtizedeiben a fogadó állapota jelentős mértékben megromlott, ennek köszönhetően több különböző javaslat született a Lőcsei-ház felújítására, átalakítására és funkcióváltására. A város főmérnöke, Richard Rössler 1901-ben azt tanácsolta, hogy az épületben egy kaszinót működtessenek a fogadó helyett, míg Julius Répászky, egy másik építész 1907-es ötlete alapján a ház adhatott volna otthont a kultúrpalotának. 1907 októberében a Belügyminisztérium intézménye utasítást adott ki arra, hogy újítsák fel eredeti, gótikus formájában az épületet. A rendelet kiadását követően a regionális örökségvédelmi bizottság úgy döntött, hogy a város önkormányzatát bízza meg a ház helyreállításával. A munkálatokat 1907–08-ban kezdték el, és több mint két éven keresztül, 1910-ig dolgoztak a felújításon. A nyilvánosságnak május 15-én adták át a Lőcsei-házat. A restaurálás következtében a rendelet ellenére az épület jelentősen vesztett eredeti arculatából.

### 21. század
Az épület napjainkban több funkcióval is rendelkezik. A Lőcsei-házban ma az Orange telekommunikációs cég egyik üzlete, illetve a Lőcsei-ház étterem és kávézó (szlovákul: Reštaurácia Levočský Dom) működik. A vendéglőben legfőképp saját receptek alapján készült ételeket, valamint hagyományos szlovák ételeket szolgálnak fel. A háznak ma is megtekinthetők középkori formájukban fennmaradt hálóboltozatos csúcsívei. Az Egyetem utcai részen megmaradtak a fogadó eredetileg is létező ajtó- és ablakkeretei is. A Lőcsei-ház közvetlen szomszédai a Fő utca 67. szám alatt található Premontrei templom és rendház, valamint a 63. szám alatti Slávia szálloda és kávéház (szlovákul: Hotel a kaviareň Slávia).